# Brzanka pręgowana
Brzanka pręgowana (Haludaria fasciata) – gatunek słodkowodnej ryby z rodziny karpiowatych (Cyprinidae). Poławiana komercyjnie dla potrzeb akwarystyki.

## Występowanie
Rzeki południowych Indii.

## Klasyfikacja
Gatunek opisany naukowo po raz pierwszy w 1849 przez Jerdona z Malabaru pod nazwą Cirrhinus fasciatus. Później opisywany przez innych autorów pod synonimicznymi nazwami, przenoszony do rodzaju Puntius, Dravidia i Haludaria.

## Rozmnażanie
Samce są dość agresywne w stosunku do samic, toteż, mimo że płodność samic jest dość niska, nie można przenosić ryb na tarło do małych zbiorników. Na niewielkiej przestrzeni samiec często atakuje samice i może nawet ją zabić. Zdecydowanie lepiej jest, gdy w obszernym zbiorniku umieszcza się niewielkie stado hodowlane. Trzy pary ryb można wpuścić do akwarium o wymiarach 40 × 50 × 50 cm; powinno ono być wyposażone w siatkę ochronną położoną na dnie i w rozrzucone gdzieniegdzie kępki roślin. W takim akwarium brzanka pręgowana przystępuje do tarła bez żadnych trudności. Temperaturę wody należy utrzymywać na poziomie 26 °C, pH 6,5, twardość do 10°dGH i poniżej 1°dCH. Kleista ikra o średnicy 1,3 mm potrzebuje 31 godzin pełnego rozwoju. Wykluty narybek ma duży pęcherzyk żółtkowy. Po czterech dniach od chwili wylęgu zaczynają swobodnie pływać. Karmione solowcem lub widłonogami rosną bardzo szybko. Po upływie dwóch tygodni należy zacząć dodawać do akwarium niewielkie ilości wody wodociągowej. Ułatwia to młodym rybkom aklimatyzację w nowych warunkach.